# Sportgemeinschaft Dynamo Dresden 2021-2022
Questa voce raccoglie le informazioni riguardanti la Sportgemeinschaft Dynamo Dresden nelle competizioni ufficiali della stagione 2021-2022.

## Stagione
Nella stagione 2021-2022 la Dinamo Dresda, allenato da Alexander Schmidt e Guerino Capretti, concluse il campionato di 2. Bundesliga al 16º posto, perse i play-out con il Kaiserslautern e fu retrocesso in 3. Liga. In Coppa di Germania la Dinamo Dresda fu eliminato al secondo turno dal St. Pauli.

## Rosa
| N. |                            | Ruolo | Calciatore             |
| -- | -------------------------- | ----- | ---------------------- |
| 1  | Germania (bandiera)        | P     | Kevin Broll            |
| 2  | Georgia (bandiera)         | D     | Guram Giorbelidze      |
| 3  | Ghana (bandiera)           | D     | Michael Akoto          |
| 4  | Germania (bandiera)        | D     | Tim Knipping           |
| 5  | Germania (bandiera)        | C     | Yannick Stark          |
| 7  | Grecia (bandiera)          | A     | Panagiōtīs Vlachodīmos |
| 8  | Rep. Dominicana (bandiera) | C     | Heinz Mörschel         |
| 10 | Germania (bandiera)        | C     | Patrick Weihrauch      |
| 11 | Germania (bandiera)        | A     | Agyemang Diawusie      |
| 14 | Germania (bandiera)        | C     | Adrian Fein            |
| 15 | Germania (bandiera)        | D     | Chris Löwe             |
| 16 | Germania (bandiera)        | D     | Robin Becker           |
| 17 | Germania (bandiera)        | D     | Morris Schröter        |
| 19 | Germania (bandiera)        | C     | Luca Herrmann          |

| N. |                      | Ruolo | Calciatore                    |
| -- | -------------------- | ----- | ----------------------------- |
| 22 | Russia (bandiera)    | P     | Anton Mitrjuškin              |
| 23 | Germania (bandiera)  | D     | Antonis Aidonis               |
| 24 | Germania (bandiera)  | P     | Patrick Wiegers               |
| 25 | Australia (bandiera) | A     | Brandon Borrello              |
| 26 | Germania (bandiera)  | D     | Sebastian Mai                 |
| 27 | Rep. Ceca (bandiera) | A     | Václav Drchal                 |
| 28 | Germania (bandiera)  | C     | Paul Will                     |
| 30 | Germania (bandiera)  | C     | Julius Kade                   |
| 31 | Germania (bandiera)  | P     | Marius Liesegang              |
| 33 | Germania (bandiera)  | A     | Christoph Daferner            |
| 34 | Germania (bandiera)  | C     | Justin Löwe                   |
| 35 | Ghana (bandiera)     | A     | Ransford-Yeboah Königsdörffer |
| 37 | Germania (bandiera)  | A     | Oliver Batista-Meier          |
| 39 | Germania (bandiera)  | D     | Kevin Ehlers                  |

## Organigramma societario
Area tecnica
- Allenatore: Guerino Capretti
- Allenatore in seconda: Heiko Scholz, Ferydoon Zandi
- Preparatore dei portieri: David Yelldell
- Preparatori atletici: Matthias Grahé, Matthias Grahé

## Calciomercato

### Sessione estiva
| Acquisti | Acquisti          | Acquisti                  | Acquisti |
| R.       | Nome              | da                        | Modalità |
| -------- | ----------------- | ------------------------- | -------- |
| D        | Guram Giorbelidze | Wolfsberger               |          |
| D        | Antonis Aidonis   | Stoccarda                 |          |
| D        | Michael Akoto     | Magonza II                |          |
| A        | Brandon Borrello  | Fortuna Düsseldorf        |          |
| A        | Simon Gollnack    | Ústí nad Labem            |          |
| C        | Luca Herrmann     | Friburgo II               |          |
| P        | Anton Mitrjuškin  | Fortuna Düsseldorf        |          |
| D        | Morris Schröter   | Zwickau                   |          |
| C        | Jong-min Seo      | Eintracht Francoforte U19 |          |
| D        | Michael Sollbauer | Barnsley                  |          |

| Cessioni | Cessioni          | Cessioni          | Cessioni |
| R.       | Nome              | a                 | Modalità |
| -------- | ----------------- | ----------------- | -------- |
| A        | Simon Gollnack    | Hoffenheim II     |          |
| A        | Luka Štor         | Apollōn Limassol  |          |
| D        | Jonas Kühn        | Sonnenhof G.      |          |
| A        | Phil Harres       | Ulma              |          |
| D        | Maximilian Großer | Amburgo II        |          |
| C        | Julius Hoffmann   | Dinamo Dresda U19 |          |
| C        | Julius Kade       | Union Berlino     |          |
| C        | Joon-mo Kang      | Greuther Fürth II |          |
| D        | Niklas Kreuzer    | Hallescher        |          |
| D        | Leroy Kwadwo      | Duisburg          |          |
| D        | Jonathan Meier    | Magonza II        |          |
| C        | Jonas Oehmichen   | Dinamo Dresda U19 |          |
| C        | Jonas Saliger     | Dinamo Dresda U19 |          |
| D        | Bastian Schrewe   | BFC Dynamo        |          |
| C        | Louis Schulze     | Dinamo Dresda U19 |          |
| C        | Marvin Stefaniak  | Wolfsburg         |          |
| D        | Kenny Weyh        | Dinamo Dresda U19 |          |

### Sessione invernale
| Acquisti | Acquisti             | Acquisti         | Acquisti |
| R.       | Nome                 | da               | Modalità |
| -------- | -------------------- | ---------------- | -------- |
| C        | Adrian Fein          | Greuther Fürth   |          |
| P        | Marius Liesegang     | Magonza          |          |
| A        | Oliver Batista-Meier | Bayern Monaco II |          |
| A        | Václav Drchal        | Sparta Praga     |          |

| Cessioni | Cessioni        | Cessioni          | Cessioni |
| R.       | Nome            | a                 | Modalità |
| -------- | --------------- | ----------------- | -------- |
| C        | Jong-min Seo    | Wacker Innsbruck  |          |
| A        | Pascal Sohm     | Waldhof Mannheim  |          |
| A        | Philipp Hosiner | Kickers Offenbach |          |
| C        | Max Kulke       | Meuselwitz        |          |

## Risultati

### 2. Bundesliga

#### Girone di andata
| Arbitro: | Koslowski |

|                                |           |  |
| Daferner 41’, 56’ Mörschel 67’ | Marcatori |  |

| Arbitro: | Petersen |

|         |           |              |
| Reis 5’ | Marcatori | 68’ Knipping |

| Arbitro: | Waschitzki-Günther |

|                      |           |  |
| Daferner 47’ Mai 82’ | Marcatori |  |

| Arbitro: | Cortus |

|           |           |                                      |
| Mamba 43’ | Marcatori | 1’ Mörschel 63’ Vlachodīmos 70’ Kade |

| Arbitro: | Aytekin |

|  |           |                           |
|  | Marcatori | 8’ Michel 24’, 26’ Pröger |

| Arbitro: | Thomsen |

|                      |           |          |
| Mohr 5’ Leipertz 90’ | Marcatori | 51’ Löwe |

| Arbitro: | Dingert |

|           |           |  |
| Kempe 14’ | Marcatori |  |

| Arbitro: | Hartmann |

|                                |           |  |
| Daferner 40’, 66’ Schröter 75’ | Marcatori |  |

| Arbitro: | Dankert |

|                                                |           |  |
| Buchtmann 1’ Burgstaller 73’ (rig.) Beifus 90’ | Marcatori |  |

| Arbitro: | Fritz |

|  |           |           |
|  | Marcatori | 21’ Krauß |

| Arbitro: | Jablonski |

|                                     |           |  |
| Ouwejan 20’ Bülter 78’ Kamiński 90’ | Marcatori |  |

| Arbitro: | Thomsen |

|  |           |              |
|  | Marcatori | 50’ Testroet |

| Arbitro: | Heft |

|                              |           |              |
| Pichler 65’ (rig.) Reese 66’ | Marcatori | 32’ Mörschel |

| Arbitro: | Jöllenbeck |

|                     |           |  |
| Daferner 43’ (rig.) | Marcatori |  |

| Arbitro: | Koslowski |

|                                        |           |              |
| Saller 34’ Caliskaner 80’ Makridis 82’ | Marcatori | 47’ Daferner |

| Arbitro: | Cortus |

|                                     |           |                 |
| Königsdörffer 47’, 55’ Daferner 69’ | Marcatori | 52’ Schleusener |

| Arbitro: | Brych |

|  |           |                   |
|  | Marcatori | 61’ Königsdörffer |

#### Girone di ritorno
| Arbitro: | Heft |

|                                             |           |  |
| Antonitsch 1’ Ehlers 17’ (aut.) Bilbija 86’ | Marcatori |  |

| Arbitro: | Winter |

|              |           |             |
| Daferner 61’ | Marcatori | 37’ Glatzel |

| Hannover 23 gennaio 2022, ore 13:30 CET 20ª giornata | Hannover 96 | 0 – 0 referto | Dinamo Dresda | HDI Arena (500 spett.)\| Arbitro: \| Kampka \| |
| Arbitro:                                             | Kampka      |               |               |                                                |

| Arbitro: | Thomsen |

|          |           |                                  |
| Kade 63’ | Marcatori | 6’, 18’ Verhoek 10’, 13’ Fröling |

| Paderborn 12 febbraio 2022, ore 13:30 CET 22ª giornata | Paderborn | 0 – 0 referto | Dinamo Dresda | Benteler-Arena (3 614 spett.)\| Arbitro: \| Jablonski \| |
| Arbitro:                                               | Jablonski |               |               |                                                          |

| Arbitro: | Bokop |

|                     |           |              |
| Daferner 59’ (rig.) | Marcatori | 55’ Schimmer |

| Arbitro: | Lechner |

|  |           |            |
|  | Marcatori | 90’ Honsak |

| Arbitro: | Thomsen |

|                   |           |                  |
| Füllkrug 16’, 45’ | Marcatori | 2’ Königsdörffer |

| Arbitro: | Siebert |

|              |           |              |
| Daferner 20’ | Marcatori | 42’ Makienok |

| Arbitro: | Hartmann |

|                |           |              |
| Nürnberger 12’ | Marcatori | 42’ Daferner |

| Arbitro: | Osmers |

|          |           |                         |
| Will 70’ | Marcatori | 45’ (rig.), 51’ Terodde |

| Arbitro: | Hanslbauer |

|                    |           |              |
| Đumić 7’ Zenga 48’ | Marcatori | 65’ Knipping |

| Dresda 16 aprile 2022, ore 13:30 CEST 30ª giornata | Dinamo Dresda | 0 – 0 referto | Holstein Kiel | Rudolf-Harbig-Stadion (21 544 spett.)\| Arbitro: \| Kampka \| |
| Arbitro:                                           | Kampka        |               |               |                                                               |

| Arbitro: | Petersen |

|                           |           |                            |
| Appelkamp 26’ de Wijs 31’ | Marcatori | 71’ Will 80’ Königsdörffer |

| Arbitro: | Stieler |

|              |           |            |
| Daferner 73’ | Marcatori | 88’ Albers |

| Arbitro: | Braun |

|                         |           |                         |
| Gondorf 65’ Hofmann 74’ | Marcatori | 26’ Weihrauch 90’ Akoto |

| Arbitro: | Günsch |

|  |           |          |
|  | Marcatori | 53’ Kühn |

#### Spareggio promozione-retrocessione
| Kaiserslautern 20 maggio 2022, ore 20:30 CEST andata | Kaiserslautern | 0 – 0 referto | Dinamo Dresda | Fritz-Walter-Stadion (46 179 spett.)\| Arbitro: \| Brych \| |
| Arbitro:                                             | Brych          |               |               |                                                             |

| Arbitro: | Siebert |

|  |           |                         |
|  | Marcatori | 59’ Hanslik 90’ Hercher |

### Coppa di Germania
| Arbitro: | Günsch |

|                       |           |            |
| Knipping 54’ Kade 88’ | Marcatori | 60’ Michel |

| Arbitro: | Waschitzki-Günther |

|                                 |           |                                         |
| Daferner 66’ Ziereis 73’ (aut.) | Marcatori | 63’ Paqarada 71’ Dittgen 101’ Buchtmann |

## Statistiche

### Statistiche di squadra
| Competizione                       | Punti | In casa | In casa | In casa | In casa | In casa | In casa | In trasferta | In trasferta | In trasferta | In trasferta | In trasferta | In trasferta | Totale | Totale | Totale | Totale | Totale | Totale | DR  |
| Competizione                       | Punti | G       | V       | N       | P       | Gf      | Gs      | G            | V            | N            | P            | Gf           | Gs           | G      | V      | N      | P      | Gf     | Gs     | DR  |
| ---------------------------------- | ----- | ------- | ------- | ------- | ------- | ------- | ------- | ------------ | ------------ | ------------ | ------------ | ------------ | ------------ | ------ | ------ | ------ | ------ | ------ | ------ | --- |
| 2. Bundesliga                      | 32    | 17      | 5       | 5       | 7       | 18      | 18      | 17           | 2            | 6            | 9            | 15           | 28           | 34     | 7      | 11     | 16     | 33     | 46     | -13 |
| Coppa di Germania                  | -     | 2       | 1       | 0       | 1       | 4       | 4       | 0            | 0            | 0            | 0            | 0            | 0            | 2      | 1      | 0      | 1      | 4      | 4      | 0   |
| Spareggio promozione-retrocessione | -     | 1       | 0       | 0       | 1       | 0       | 2       | 1            | 0            | 1            | 0            | 0            | 0            | 2      | 0      | 1      | 1      | 0      | 2      | -2  |
| Totale                             | 32    | 20      | 6       | 5       | 9       | 22      | 24      | 18           | 2            | 7            | 9            | 15           | 28           | 38     | 8      | 12     | 18     | 37     | 52     | -15 |

### Andamento in campionato
| Giornata  | 1 | 2 | 3 | 4 | 5 | 6 | 7  | 8 | 9  | 10 | 11 | 12 | 13 | 14 | 15 | 16 | 17 | 18 | 19 | 20 | 21 | 22 | 23 | 24 | 25 | 26 | 27 | 28 | 29 | 30 | 31 | 32 | 33 | 34 |
| --------- | - | - | - | - | - | - | -- | - | -- | -- | -- | -- | -- | -- | -- | -- | -- | -- | -- | -- | -- | -- | -- | -- | -- | -- | -- | -- | -- | -- | -- | -- | -- | -- |
| Luogo     | C | T | C | T | C | T | T  | C | T  | C  | T  | C  | T  | C  | T  | C  | T  | T  | C  | T  | C  | T  | C  | C  | T  | C  | T  | C  | T  | C  | T  | C  | T  | C  |
| Risultato | V | N | V | V | P | P | P  | V | P  | P  | P  | P  | P  | V  | P  | V  | V  | P  | N  | N  | P  | N  | N  | P  | P  | N  | N  | P  | P  | N  | N  | N  | N  | P  |
| Posizione | 1 | 3 | 2 | 2 | 3 | 4 | 10 | 6 | 11 | 11 | 12 | 13 | 14 | 13 | 14 | 12 | 11 | 11 | 11 | 12 | 13 | 12 | 14 | 14 | 16 | 16 | 16 | 16 | 16 | 16 | 16 | 16 | 16 | 16 |

Legenda:

Luogo: C = Casa; T = Trasferta. Risultato: V = Vittoria; N = Pareggio; P = Sconfitta.

### Statistiche dei giocatori
| Giocatore        | 2. Bundesliga | 2. Bundesliga | 2. Bundesliga | 2. Bundesliga | Spareggio | Spareggio | Spareggio   | Spareggio  | Coppa di Germania | Coppa di Germania | Coppa di Germania | Coppa di Germania | Totale   | Totale | Totale      | Totale     |
| Giocatore        | Presenze      | Reti          | Ammonizioni   | Espulsioni    | Presenze  | Reti      | Ammonizioni | Espulsioni | Presenze          | Reti              | Ammonizioni       | Espulsioni        | Presenze | Reti   | Ammonizioni | Espulsioni |
| ---------------- | ------------- | ------------- | ------------- | ------------- | --------- | --------- | ----------- | ---------- | ----------------- | ----------------- | ----------------- | ----------------- | -------- | ------ | ----------- | ---------- |
| A. Aidonis       | 11            | 0             | 3             | 0             | 0         | 0         | 0           | 0          | 1                 | 0                 | 0                 | 0                 | 12       | 0      | 3           | 0          |
| M. Akoto         | 30            | 1             | 5             | 1             | 1         | 0         | 0           | 0          | 2                 | 0                 | 1                 | 0                 | 33       | 1      | 6           | 1          |
| O. Batista-Meier | 13            | 0             | 2             | 0             | 1         | 0         | 1           | 0          | 0                 | 0                 | 0                 | 0                 | 14       | 0      | 3           | 0          |
| R. Becker        | 18            | 0             | 4             | 1             | 2         | 0         | 1           | 0          | 1                 | 0                 | 0                 | 0                 | 21       | 0      | 5           | 1          |
| B. Borrello      | 16            | 0             | 3             | 0             | 1         | 0         | 0           | 0          | 1                 | 0                 | 0                 | 0                 | 18       | 0      | 3           | 0          |
| K. Broll         | 29            | 0             | 1             | 0             | 2         | 0         | 0           | 0          | 2                 | 0                 | 0                 | 0                 | 33       | 0      | 1           | 0          |
| C. Daferner      | 32            | 13            | 5             | 0             | 2         | 0         | 0           | 0          | 2                 | 1                 | 1                 | 0                 | 36       | 14     | 6           | 0          |
| A. Diawusie      | 14            | 0             | 3             | 0             | 2         | 0         | 0           | 0          | 2                 | 0                 | 0                 | 0                 | 18       | 0      | 3           | 0          |
| V. Drchal        | 13            | 0             | 0             | 0             | 2         | 0         | 0           | 0          | 0                 | 0                 | 0                 | 0                 | 15       | 0      | 0           | 0          |
| K. Ehlers        | 9             | 0             | 0             | 0             | 0         | 0         | 0           | 0          | 0                 | 0                 | 0                 | 0                 | 9        | 0      | 0           | 0          |
| A. Fein          | 0             | 0             | 0             | 0             | 0         | 0         | 0           | 0          | 0                 | 0                 | 0                 | 0                 | 0        | 0      | 0           | 0          |
| G. Giorbelidze   | 18            | 0             | 3             | 0             | 1         | 0         | 1           | 0          | 0                 | 0                 | 0                 | 0                 | 19       | 0      | 4           | 0          |
| L. Herrmann      | 10            | 0             | 1             | 0             | 0         | 0         | 0           | 0          | 1                 | 0                 | 1                 | 0                 | 11       | 0      | 2           | 0          |
| P. Hosiner       | 8             | 0             | 2             | 0             | 0         | 0         | 0           | 0          | 0                 | 0                 | 0                 | 0                 | 8        | 0      | 2           | 0          |
| J. Kade          | 29            | 2             | 1             | 1             | 1         | 0         | 0           | 0          | 2                 | 1                 | 0                 | 0                 | 32       | 3      | 1           | 1          |
| T. Knipping      | 14            | 2             | 3             | 0             | 2         | 0         | 0           | 0          | 1                 | 1                 | 0                 | 0                 | 17       | 3      | 3           | 0          |
| M. Kulke         | 0             | 0             | 0             | 0             | 0         | 0         | 0           | 0          | 0                 | 0                 | 0                 | 0                 | 0        | 0      | 0           | 0          |
| R. Königsdörffer | 30            | 5             | 5             | 0             | 2         | 0         | 0           | 0          | 2                 | 0                 | 0                 | 0                 | 34       | 5      | 5           | 0          |
| J. Kühn          | 0             | 0             | 0             | 0             | 0         | 0         | 0           | 0          | 0                 | 0                 | 0                 | 0                 | 0        | 0      | 0           | 0          |
| M. Liesegang     | 0             | 0             | 0             | 0             | 0         | 0         | 0           | 0          | 0                 | 0                 | 0                 | 0                 | 0        | 0      | 0           | 0          |
| C. Löwe          | 28            | 1             | 4             | 0             | 2         | 0         | 0           | 0          | 2                 | 0                 | 0                 | 0                 | 32       | 1      | 4           | 0          |
| J. Löwe          | 0             | 0             | 0             | 0             | 0         | 0         | 0           | 0          | 0                 | 0                 | 0                 | 0                 | 0        | 0      | 0           | 0          |
| S. Mai           | 16            | 1             | 1             | 0             | 0         | 0         | 0           | 0          | 0                 | 0                 | 0                 | 0                 | 16       | 1      | 1           | 0          |
| A. Mitrjuškin    | 5             | 0             | 0             | 0             | 0         | 0         | 0           | 0          | 0                 | 0                 | 0                 | 0                 | 5        | 0      | 0           | 0          |
| H. Mörschel      | 26            | 3             | 1             | 0             | 0         | 0         | 0           | 0          | 2                 | 0                 | 1                 | 0                 | 28       | 3      | 2           | 0          |
| M. Schröter      | 31            | 1             | 3             | 0             | 0         | 0         | 0           | 0          | 2                 | 0                 | 0                 | 0                 | 33       | 1      | 3           | 0          |
| J. Seo           | 4             | 0             | 0             | 0             | 0         | 0         | 0           | 0          | 1                 | 0                 | 1                 | 0                 | 5        | 0      | 1           | 0          |
| P. Sohm          | 8             | 0             | 0             | 0             | 0         | 0         | 0           | 0          | 1                 | 0                 | 0                 | 0                 | 9        | 0      | 0           | 0          |
| M. Sollbauer     | 33            | 0             | 9             | 0             | 2         | 0         | 0           | 0          | 2                 | 0                 | 0                 | 0                 | 37       | 0      | 9           | 0          |
| Y. Stark         | 32            | 0             | 5             | 0             | 2         | 0         | 0           | 0          | 1                 | 0                 | 1                 | 0                 | 35       | 0      | 6           | 0          |
| P. Vlachodīmos   | 9             | 1             | 0             | 0             | 2         | 0         | 0           | 0          | 1                 | 0                 | 0                 | 0                 | 12       | 1      | 0           | 0          |
| P. Weihrauch     | 12            | 1             | 1             | 0             | 2         | 0         | 0           | 0          | 0                 | 0                 | 0                 | 0                 | 14       | 1      | 1           | 0          |
| P. Wiegers       | 0             | 0             | 0             | 0             | 0         | 0         | 0           | 0          | 0                 | 0                 | 0                 | 0                 | 0        | 0      | 0           | 0          |
| P. Will          | 23            | 2             | 2             | 0             | 1         | 0         | 0           | 0          | 2                 | 0                 | 0                 | 0                 | 26       | 2      | 2           | 0          |
| L. Štor          | 0             | 0             | 0             | 0             | 0         | 0         | 0           | 0          | 0                 | 0                 | 0                 | 0                 | 0        | 0      | 0           | 0          |